# Råby-Rekarne församling
Råby-Rekarne församling var en församling i Strängnäs stift och i Eskilstuna kommun i Södermanlands län. Församlingen uppgick 2002 i Hällby församling med Tumbo och Råby-Rekarne. 

## Administrativ historik
Församlingen har medeltida ursprung och var till 1962 annexförsamling i pastoratet Tumbo och Råby-Rekarna. Från 1962 till 1 juli 1983 annexförsamling i pastoratet Tumbo, Råby-Rekarne och Torhälla landsförsamling/Hällby. Från 1 juli 1983 till moderförsamling i pastoratet Hällby, Råby-Rekarne och Tumbo. Församlingen uppgick 2002 i Hällby församling med Tumbo och Råby-Rekarne.
Före den 1 januari 1886 (ändring enligt beslut den 17 april 1885) var namnet  Råby församling.

## Kyrkor
- Råby-Rekarne kyrka